# غاري غراهام (مصمم أزياء)
غاري غراهام (بالإنجليزية: Gary Graham)‏ هو مصمم ومصمم أزياء أمريكي، ولد في 21 يونيو 1969 في ويلمنغتون في الولايات المتحدة.

## وصلات خارجية
- الموقع الرسمي